# Stenbron, Skopje

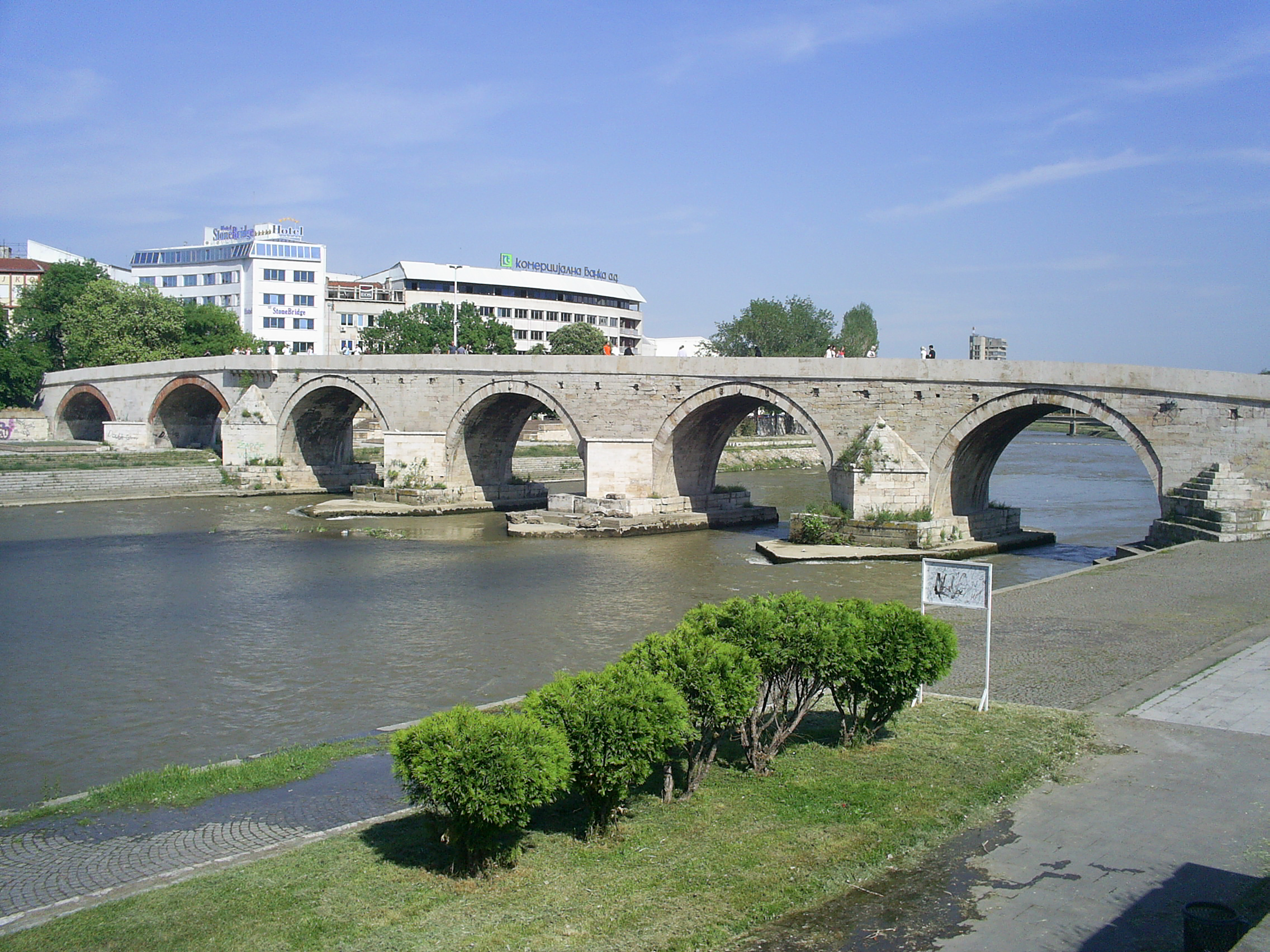
Stenbron i Skopje

Skopjes stadsflagga med en variant av stadsvapnet med stenbron.

Stenbron (makedonska: Камен мост) eller Dušanbron (serbiska: Душанов мост), är en stenbro över floden Vardar i centrala Skopje, huvudstad i Nordmakedonien. Bron är också, mer sällan, känd som Dušan-bron (makedonska och serbiska : Душанов мост, romaniserad : Dušanov most  ) efter Stefan Dušan, kejsare av Serbienoch är ett känt landmärke- Den har en central placering på Skopjes stadsvapen, som i sin tur ingår i stadens flagga. Den är belägen i Centar kommun   och det förbinder Makedonientorget med den Gamla basaren.

## Arkitektur

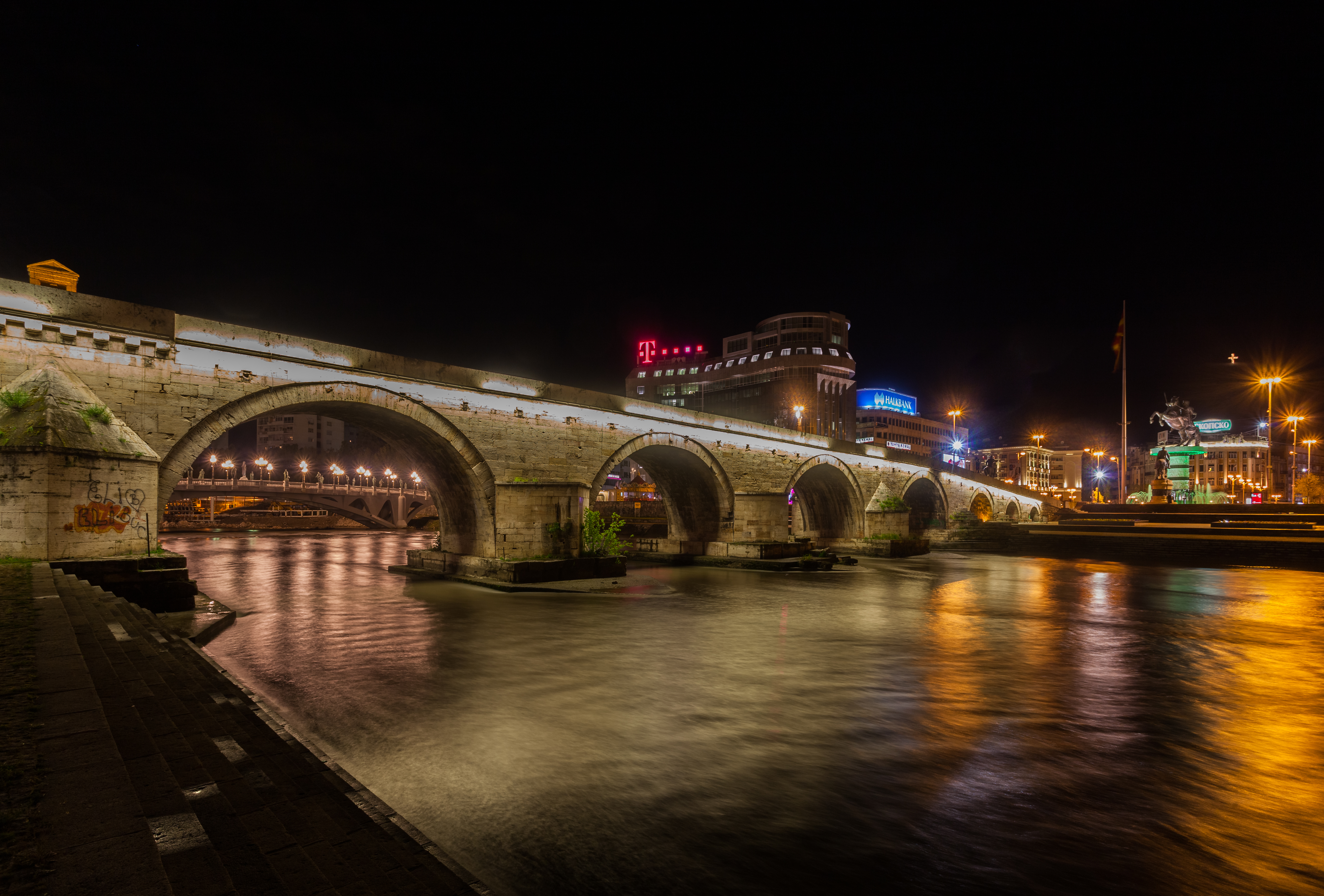
Nattvy över bron.

Stenbron är byggd av massiva stenblock och bärs upp av fasta pelare som är förbundna med 12 halvcirkelformade bågar. Bron är 214 m lång och 6 m bred. Vakthuset har nyligen byggts om (2008).

## Historik
Den nuvarande stenbron byggdes på romerska fundamentet under skydd av sultan Mehmed II erövraren mellan 1451 och 1469. Det mesta av stenbron härstammar från den ottomanska perioden och skadades ofta och reparerades genom de följande århundradena. Det finns historiska bevis för att den drabbades under den Stora jordbävningen 1555, som kraftigt skadade eller förstörde fyra pelare. Renoveringar genomförs samma år. Vissa avrättningar har också ägt rum på denna bro, till exempel avrättningen av Karposh 1689.
År 1944 placerades sprängämnen på bron av nazister. På begäran av stadens notabiliteter gav tyskarna upp i sista minuten och bron räddades från förstörelse. Den senaste rekonstruktionen av bron började 1994. Under sju år under renoveringen av Stenbron på 1990-talet fick människor inte korsa bron och för många hantverkare i den närliggande gamla basaren ledde det till negativa ekonomiska konsekvenser. Vakttornet format som en mihrab rekonstruerades 2008.
Två delar av Skopje som har symboliserat dess urbana kontraster av "ottomanska" eller "moderna", den "historiska" eller "socialistiska", "albanska" eller "makedonska" delas av floden Vardar och binds samman av Stenbron. Under 2000-talet ser medlemmarna av både majoritets- och minoritetsgrupperna i huvudstaden Stenbron som representant för splittringen mellan två delar av Skopje.

## Galleri

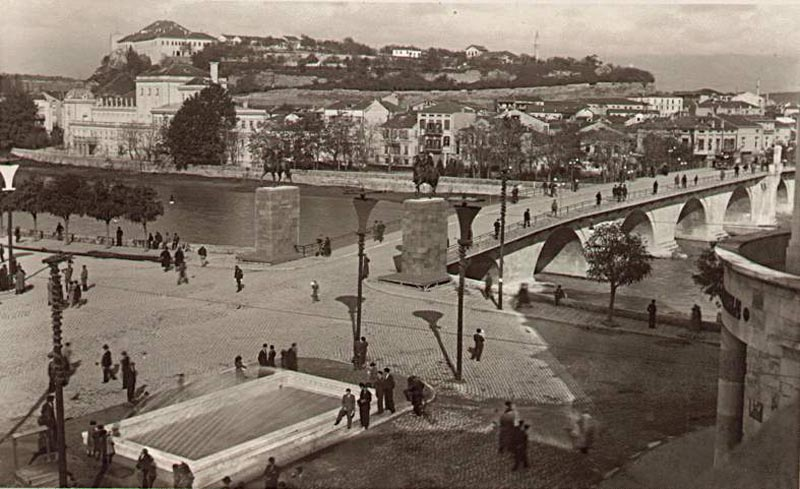
Stenbron och Makedonientorget i början av 1920-talet
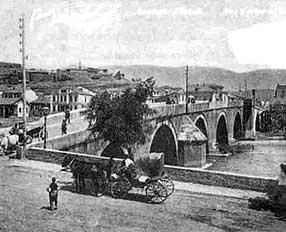
Stenbron 1909
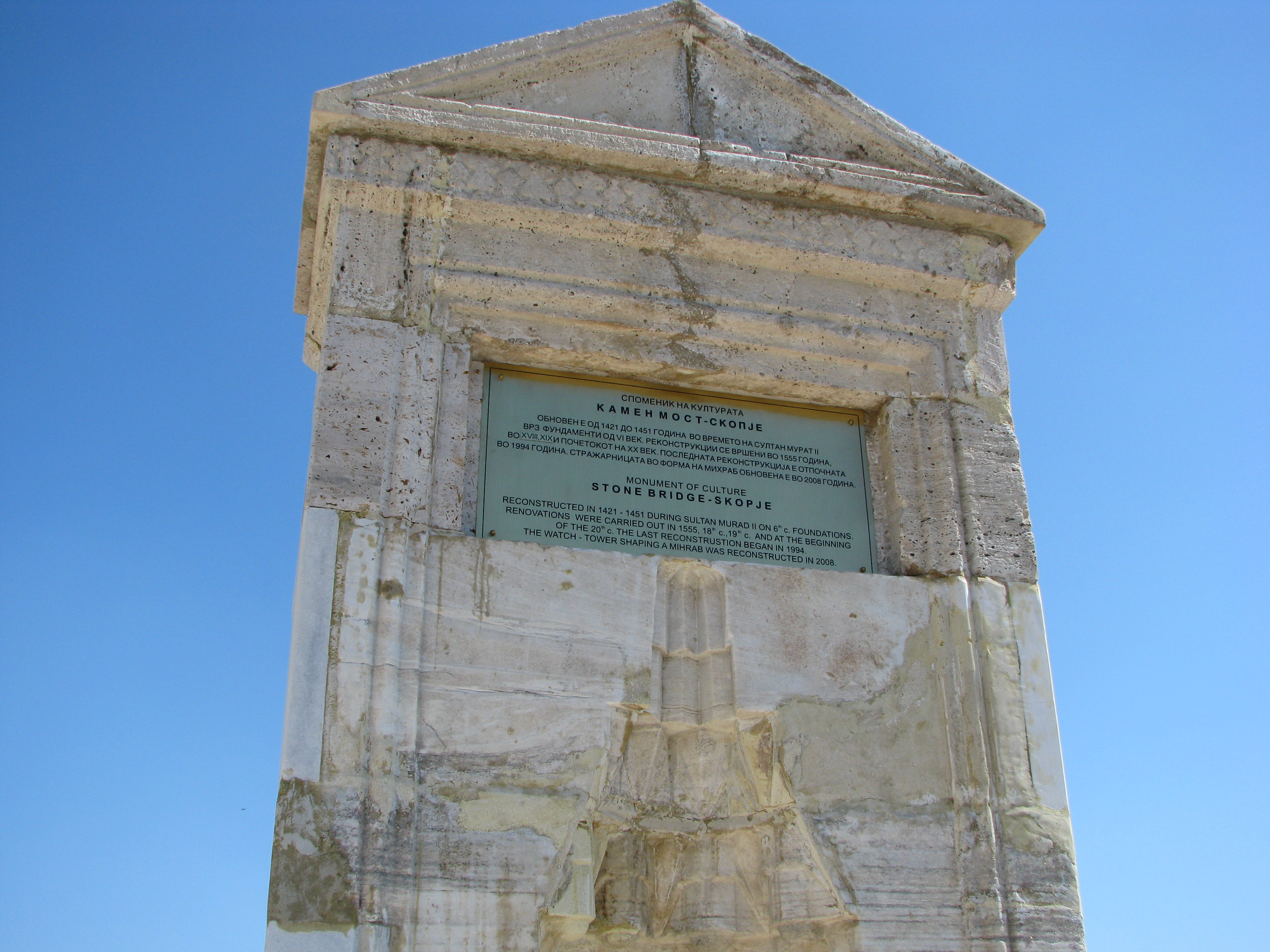
Inskription på bron
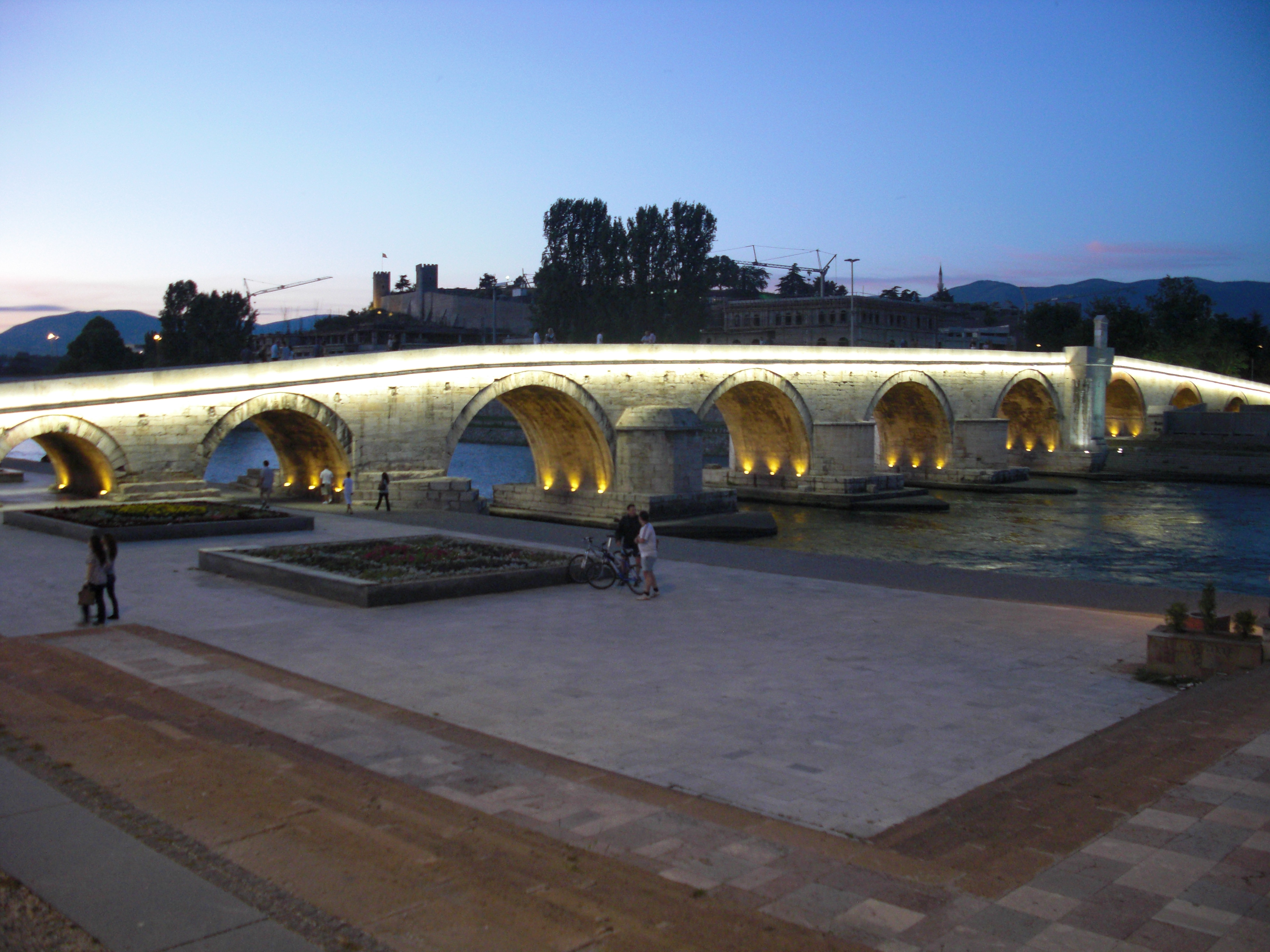
Stenbron på natten
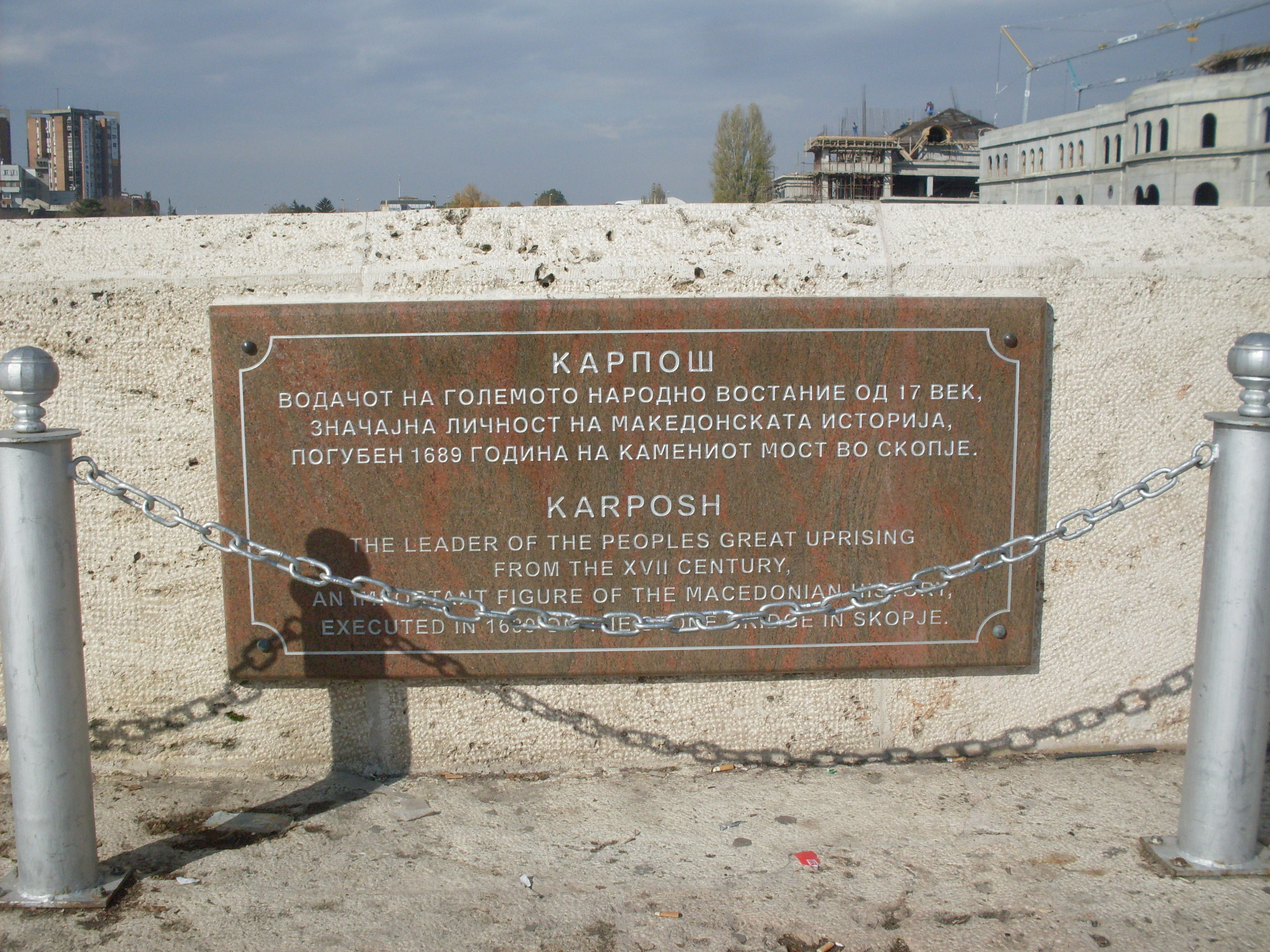
Minnesplatta på platsen för Karposhs avrättning
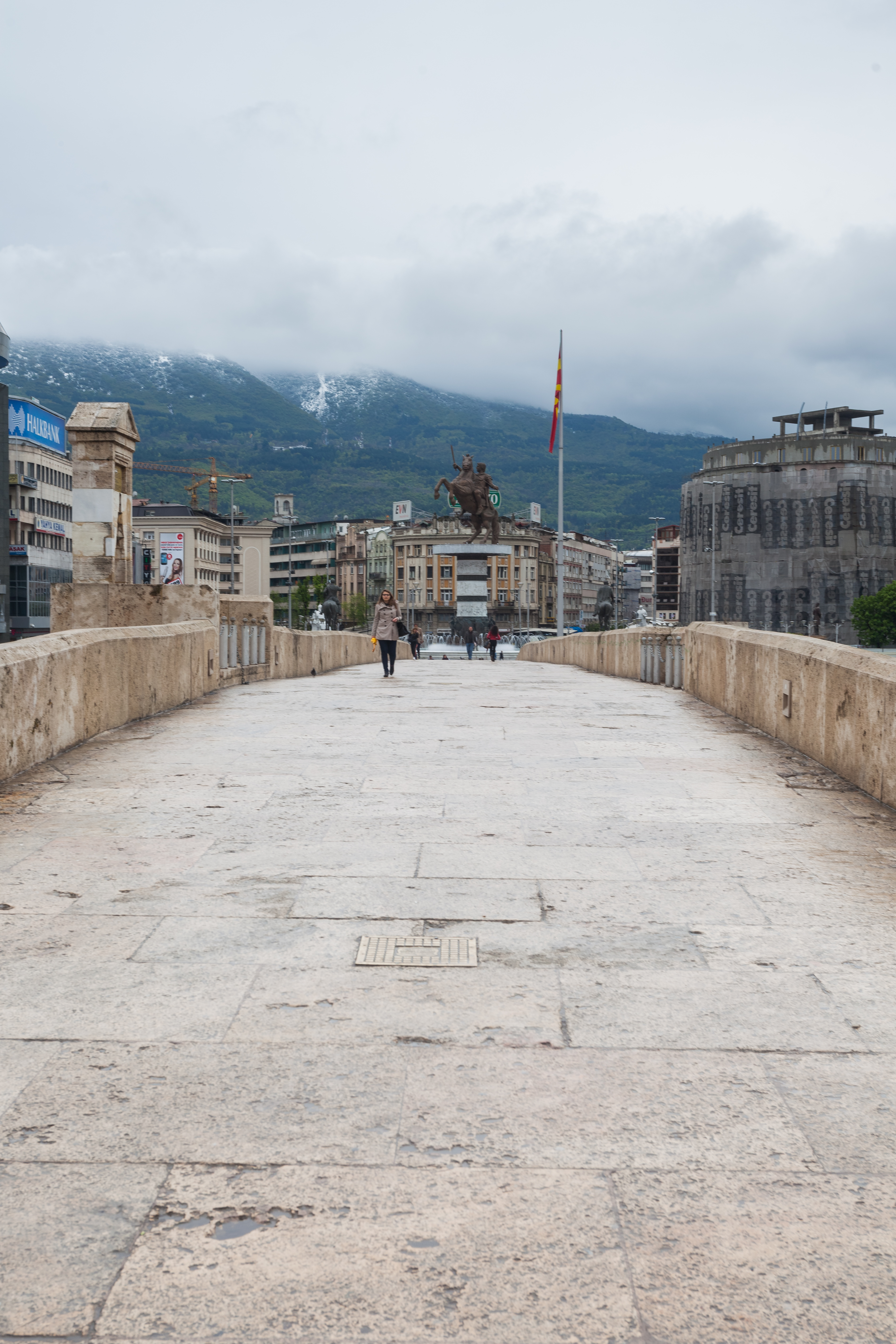
Utsikt från toppen
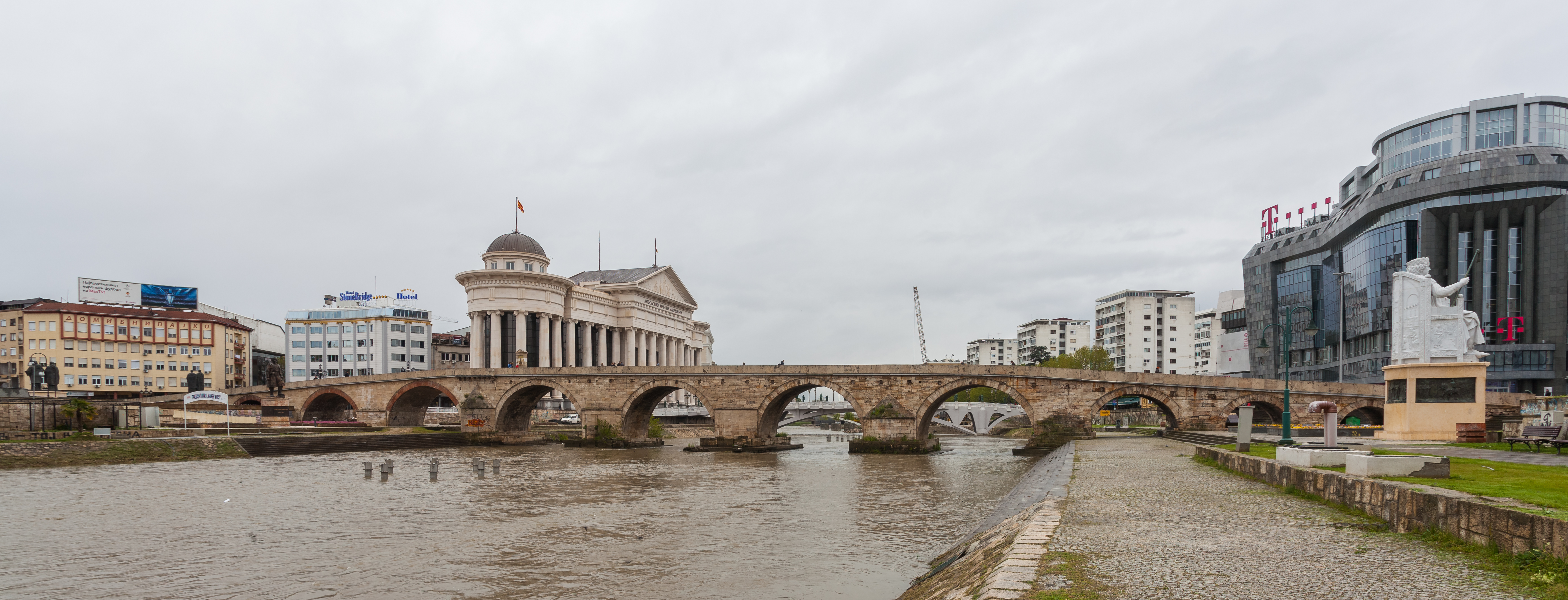
Sidovy
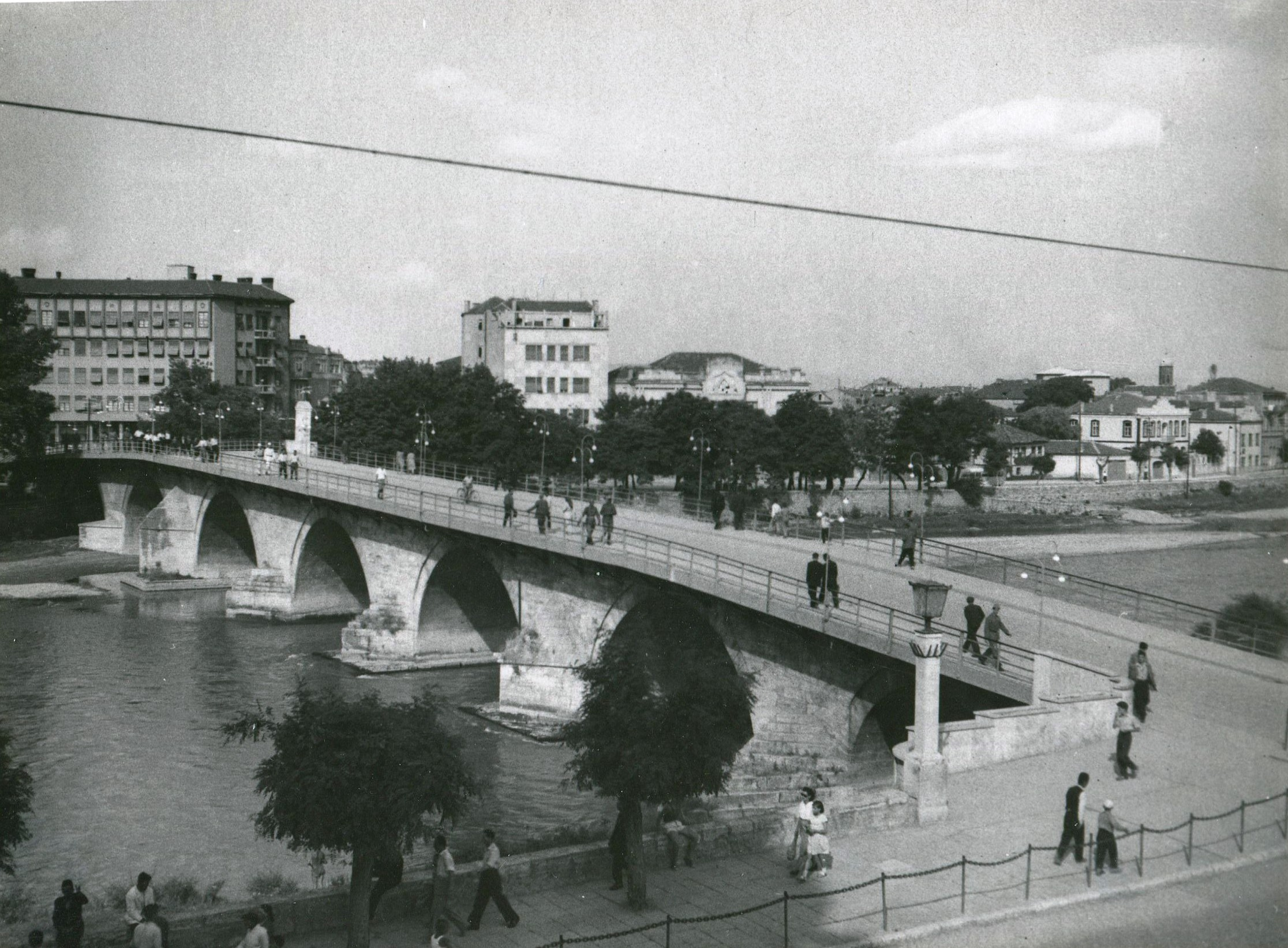
Stenbron, foto från 1950-talet
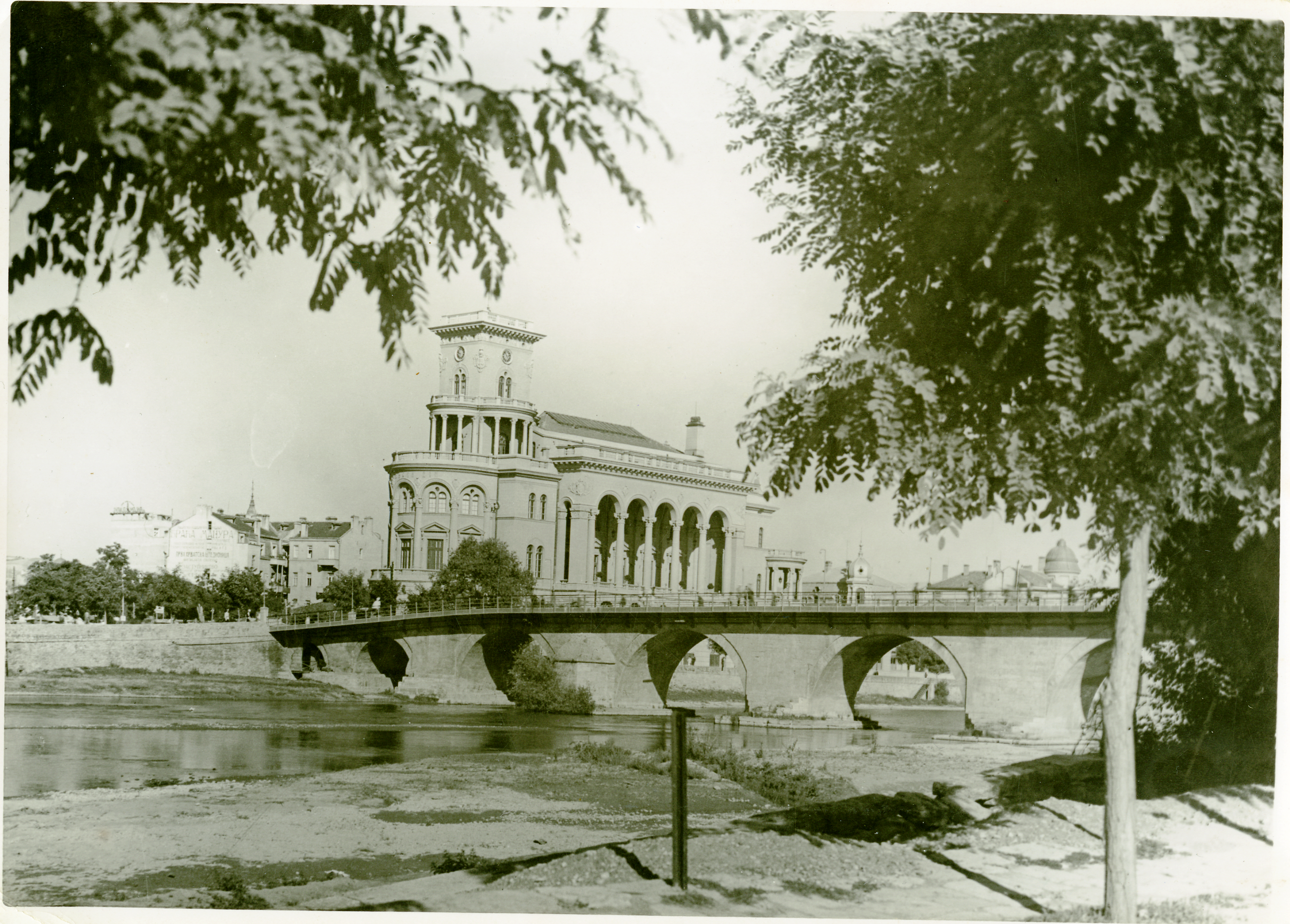
Utsikt över stenbron och torget